# Singapurská hymna
Hymna Singapuru se zpívá pouze v malajštině. Je používána od roku 1959, skladba vznikla při příležitosti otevření národního divadla a spontánně se stala tak oblíbenou, že si ji Singapuřané zvolili jako hymnu. Pro mnoho Singapurců je text hymny to jediné, co v malajštině umějí a často pouze foneticky "odříkávají" text, aniž by mu rozuměli.

## Text a překlad hymny
| Malajsky | Tamilsky (neoficiální)                                                                                           | Český překlad |
| --- | --- | --- |
| Mari kita rakyat Singapura Sama-sama menuju bahagia Cita-cita kita yang mulia Berjaya Singapura Marilah kita bersatu Dengan semangat yang baru Semua kita berseru Majulah Singapura | சிங்கப்பூர் மக்கள் நாம் செல்வோம் மகிழ்வை நோக்கியே சிங்கப்பூரின் வெற்றிதான் சிறந்த நம் நாட்டமே ஒன்றிணைவோம் அனைவரும் ஓங்கிடும் புத்துணர்வுடன் முழங்குவோம் ஒன்றித்தே முன்னேறட்டும் சிங்கப்பூர் | Pojďme, Singapurští druzi Na společné cestě ke štěstí Kéž naše vznešená snaha Přinese Singapuru úspěch Pojďme, spojme se V novém duchu Ať naše hlasy vzlétaji jak jeden Kupředu, Singapure Kupředu, Singapure |